# نهاية أسبوع قذرة (رواية)
نهاية أسبوع قذرة (بالإنجليزية: Dirty Weekend)‏ هي رواية للكاتبة الإنجليزية هيلين زاهافي، نشرت عام 1991، عن دار نشر ماكميلان.